# Saison 3 d'Incroyable talent
Vous pouvez aider à l'améliorer ou bien discuter des problèmes sur sa page de discussion.
- Il n'est pas vérifiable et peut contenir des informations totalement erronées. Il est fortement conseillé aux contributeurs d'étayer son contenu par des sources fiables. Sans cela, sa suppression pourrait être envisagée. (si vous venez d'apposer le bandeau, veuillez cliquer sur ce lien pour créer la discussion et en afficher les indications). (Marqué depuis août 2024)
- Il peut contenir un travail inédit ou des déclarations non vérifiées. Vous pouvez l’améliorer en ajoutant des références. (Marqué depuis août 2024)

- Archive Wikiwix
- Bing
- Cairn
- DuckDuckGo
- E. Universalis
- Gallica
- Google
- G. Books
- G. News
- G. Scholar
- Persée
- Qwant
- (zh) Baidu
- (ru) Yandex
- (wd) trouver des œuvres sur Wikidata

Vous pouvez aider à l'améliorer ou bien discuter des problèmes sur sa page de discussion.
- Son admissibilité est à vérifier. Motif : manque de sources, de références, TI. Info doublonnant l'article principal. Saison ne se démarquant pas particulièrement.. Vous êtes invité à le compléter pour expliciter son admissibilité, en y apportant des sources secondaires de qualité. (Marqué depuis mars 2025)
- Il ne cite pas suffisamment ses sources. Vous pouvez indiquer les passages à sourcer avec {{référence nécessaire}} ou {{Référence souhaitée}}, et inclure les références utiles en les liant aux notes de bas de page. (Marqué depuis août 2024)
- Certaines de ses couleurs nuisent à son accessibilité et ne respectent pas la charte graphique. Les couleurs ne sont pas interdites, mais il est conseillé d'en faire un usage modéré qui respecte les normes d'accessibilité. (Marqué depuis août 2024)
- Son texte doit être wikifié : il ne correspond pas à la mise en forme Wikipédia (style, typographie, liens internes, liens entre les wikis, etc.). (Marqué depuis août 2024)

- Archive Wikiwix
- Bing
- Cairn
- DuckDuckGo
- E. Universalis
- Gallica
- Google
- G. Books
- G. News
- G. Scholar
- Persée
- Qwant
- (zh) Baidu
- (ru) Yandex
- (wd) trouver des œuvres sur Wikidata

La troisième saison d'Incroyable talent, émission française de divertissement, a été diffusée tous les jeudis sur M6 du 2 octobre 2008 au 13 novembre 2008.
Elle a été remportée par Alexandre Ledit, artiste de rue et dompteur de feu.

## Présentateurs et jury
Cette saison a été présentée par Alessandra Sublet pour la troisième année consécutive .
Le jury est composé du producteur Gilbert Rozon, présent depuis la première saison, de la directrice artistique du Cirque Pinder, Sophie Edelstein, jurée aussi présente depuis la première saison, et du danseur Patrick Dupond.

## Gain
Le vainqueur se verra remettre un chèque de 100 000 €. De plus, l'un des candidats finalistes recevra une participation au Festival international du cirque de Monte-Carlo.

## Émissions

### Auditions
Les auditions se déroulent durant 4 jours au Cirque d'Hiver et ont été diffusées respectivement les 2, 9 et 16 octobre 2008. Environ 150 concurrents ont pu présenter leur numéro devant le jury. 
Ainsi, des anonymes et artistes amateurs et professionnels présentent sur le plateau un numéro qu'ils maîtrisent, représentant leur incroyable talent et tenter de séduire le jury pendant deux minutes. À tout moment, les membres du jury peuvent leur attribuer une croix en appuyant sur leur buzzer respectif, s'ils ont décelé un défaut dans leur prestation ou si le numéro ne les convainc pas. Si l'ensemble des jurés ont appuyé sur leur buzzer, le candidat est obligé d'arrêter son numéro immédiatement.
À la fin de la prestation, que le candidat ait pu aller jusqu'au bout ou non, chacun des membres du jury donne son avis sur ce qu'il vienne de voir puis attribue un jugement positif (« Oui ») ou négatif (« Non ») en sachant que les membres du jury peuvent changer d'avis lorsqu'ils attribuent le jugement (ils peuvent dire « non » même s'ils n'ont pas buzzé par exemple). Les candidats obtenant au moins trois « oui » sont sélectionnés pour les délibérations du jury.
Ces dernières ont lieu à la fin des auditions où le jury devra se mettre d'accord de façon à garder 36 candidats parmi l'ensemble des numéros ayant été sélectionnés lors des auditions. Les candidats qui seront conservées par le jury seront qualifiés pour les demi-finales.

### Demi-finales
Les 36 candidats sélectionnés sont répartis en 6 groupes. Parmi eux, 12 finalistes sont choisis par le jury (6) et le vote du public (6).

#### Première demi-finale - 23 octobre 2008
| Groupe 1 | Groupe 1        | Groupe 1            | Groupe 1              | Groupe 1              | Groupe 1              | Groupe 1               | Groupe 1 |
| Ordre    | Nom             | Numéro              | Buzz et Choix du Jury | Buzz et Choix du Jury | Buzz et Choix du Jury | Résultat               |          |
| Ordre    | Nom             | Numéro              | Gilbert               | Sophie                | Patrick               | Résultat               |          |
| -------- | --------------- | ------------------- | --------------------- | --------------------- | --------------------- | ---------------------- | -------- |
| 1        | Dominic Lacasse | Artiste de cirque   |                       |                       |                       | Choisi par le jury     |          |
| 2        | Jean-Christophe | Twirling baton      |                       |                       |                       | Éliminé                |          |
| 3        | Acrotrio        | Acrobaties          | ?                     | ?                     | ?                     | Choisies par le public |          |
| 4        | Enzo Weyne      | Magicien            |                       |                       |                       | Éliminé                |          |
| 5        | Vagabond Crew   | Break dance         |                       |                       |                       | Éliminés               |          |
| 6        | Jules           | Chant par les mains |                       |                       |                       | Éliminé                |          |

| Groupe 2 | Groupe 2     | Groupe 2               | Groupe 2              | Groupe 2              | Groupe 2              | Groupe 2              | Groupe 2 |
| Ordre    | Nom          | Numéro                 | Buzz et Choix du Jury | Buzz et Choix du Jury | Buzz et Choix du Jury | Résultat              |          |
| Ordre    | Nom          | Numéro                 | Gilbert               | Sophie                | Patrick               | Résultat              |          |
| -------- | ------------ | ---------------------- | --------------------- | --------------------- | --------------------- | --------------------- | -------- |
| 1        | Alex         | Dompteur de feu        |                       |                       |                       | Choisi par le jury    |          |
| 2        | Tiot Ben     | Accordéoniste          |                       |                       |                       | Éliminé               |          |
| 3        | Les Twins    | Danse                  |                       |                       |                       | Choisis par le public |          |
| 4        | Yvan         | Démonstration de force |                       |                       |                       | Éliminé               |          |
| 5        | Maureen      | Chant lyrique          | ?                     | ?                     | ?                     | Éliminée              |          |
| 6        | Indian Ocean | Danse indienne         |                       |                       |                       | Éliminés              |          |

#### Deuxième demi-finale - 30 octobre 2008
| Groupe 1 | Groupe 1          | Groupe 1                 | Groupe 1              | Groupe 1              | Groupe 1              | Groupe 1             | Groupe 1 |
| Ordre    | Nom               | Numéro                   | Buzz et Choix du Jury | Buzz et Choix du Jury | Buzz et Choix du Jury | Résultat             |          |
| Ordre    | Nom               | Numéro                   | Gilbert               | Sophie                | Patrick               | Résultat             |          |
| -------- | ----------------- | ------------------------ | --------------------- | --------------------- | --------------------- | -------------------- | -------- |
| 1        | Caroline Costa    | Chant                    |                       |                       |                       | Choisie par le jury  |          |
| 2        | Anthony Joubert   | Humoriste                |                       |                       |                       | Choisi par le public |          |
| 3        | Sean              | Football Freestyle       |                       |                       |                       | Éliminé              |          |
| 4        | Jonathan          | Magicien                 |                       |                       |                       | Éliminé              |          |
| 5        | Cascade Demo Team | Arts Martiaux Artistique |                       |                       |                       | Éliminés             |          |
| 6        | Hourth            | Danse Hip-hop            |                       |                       |                       | Éliminé              |          |

| Groupe 2 | Groupe 2         | Groupe 2                 | Groupe 2              | Groupe 2              | Groupe 2              | Groupe 2                 | Groupe 2 |
| Ordre    | Nom              | Numéro                   | Buzz et Choix du Jury | Buzz et Choix du Jury | Buzz et Choix du Jury | Résultat                 |          |
| Ordre    | Nom              | Numéro                   | Gilbert               | Sophie                | Patrick               | Résultat                 |          |
| -------- | ---------------- | ------------------------ | --------------------- | --------------------- | --------------------- | ------------------------ | -------- |
| 1        | Emile            | Poésie                   |                       |                       |                       | Éliminé                  |          |
| 2        | Les Vitaminés    | Acrobaties humoristiques |                       |                       |                       | Choisis par le jury      |          |
| 3        | Mister John      | Magicien                 |                       |                       |                       | Éliminé                  |          |
| 4        | Jean et Lucienne | Danse couple             |                       |                       |                       | Remplace "Les Vitaminés" |          |
| 5        | Rolland          | Chant                    |                       |                       |                       | Éliminé                  |          |
| 6        | Liu Xin          | Contorsionniste          |                       |                       |                       | Choisie par le public    |          |

#### Troisième demi-finale - 6 novembre 2008
| Groupe 1 | Groupe 1     | Groupe 1          | Groupe 1              | Groupe 1              | Groupe 1              | Groupe 1              | Groupe 1 |
| Ordre    | Nom          | Numéro            | Buzz et Choix du Jury | Buzz et Choix du Jury | Buzz et Choix du Jury | Résultat              |          |
| Ordre    | Nom          | Numéro            | Gilbert               | Sophie                | Patrick               | Résultat              |          |
| -------- | ------------ | ----------------- | --------------------- | --------------------- | --------------------- | --------------------- | -------- |
| 1        | Nicolas      | Equilibriste      |                       |                       |                       | Éliminé               |          |
| 2        | Los Dorios   | Moto acrobatique  |                       |                       |                       | Choisis par le jury   |          |
| 3        | Marie-Eve    | Artiste de cirque | ?                     | ?                     | ?                     | Éliminé               |          |
| 4        | Béné Décalée | Quick change      |                       |                       |                       | Éliminée              |          |
| 5        | Rythmakers   | Danse             |                       |                       |                       | Choisis par le public |          |
| 6        | Curro Savoy  | Siffleur          |                       |                       |                       | Éliminé               |          |

| Groupe 2 | Groupe 2            | Groupe 2                       | Groupe 2              | Groupe 2              | Groupe 2              | Groupe 2             | Groupe 2 |
| Ordre    | Nom                 | Numéro                         | Buzz et Choix du Jury | Buzz et Choix du Jury | Buzz et Choix du Jury | Résultat             |          |
| Ordre    | Nom                 | Numéro                         | Gilbert               | Sophie                | Patrick               | Résultat             |          |
| -------- | ------------------- | ------------------------------ | --------------------- | --------------------- | --------------------- | -------------------- | -------- |
| 1        | Théo                | Danse                          |                       |                       |                       | Choisi par le jury   |          |
| 2        | Mister Magic        | Magie                          |                       |                       |                       | Éliminé              |          |
| 3        | Belly’Sima          | Danse orientale                | ?                     | ?                     | ?                     | Éliminés             |          |
| 4        | Bob la Cuillère     | Percussions avec des cuillères |                       |                       |                       | Choisi par le public |          |
| 5        | Duo Flyadage        | Danseurs et Acrobates          | ?                     | ?                     | ?                     | Éliminés             |          |
| 6        | Jonathan et Anthony | Danseurs                       | ?                     | ?                     | ?                     | Éliminés             |          |

### Finale
La finale a lieu en direct le 13 novembre 2008, en début d'émission, il a été annoncé que Les Vitaminés (Acrobaties humoristiques) ont obtenu un contrat à New York, ils ne peuvent donc pas participer à cette finale. Ils sont remplacés par Jean et Lucienne qui ont eu le plus de votes du public, juste derrière Les Vitaminés. De plus, Accrotrio (Acrobaties) ont dû déclarer forfait à la suite d'un accident arrivé le jour-même. De ce fait, ces dernières n'ont pas été remplacées et la finale s'est donc joué à 11 participants au lieu des 12 prévus à l'origine.
En plus d'élire le vainqueur de la saison 3 d'Incroyable Talent, la princesse Stéphanie de Monaco est l'invitée exceptionnelle de cette émission et sera chargée à la fin des prestations de chacun des finalistes de choisir celui ou celle qui participera au Festival international du cirque de Monte-Carlo. À l'issue de l'émission, c'est Alex qui remportera cette troisième saison d'Incroyable Talent et Dominic Lacasse sera choisi par la princesse Stéphanie pour le Festival international du cirque de Monte-Carlo.
| Classement | Ordre de passage | Nom              | Numéro                         |
| ---------- | ---------------- | ---------------- | ------------------------------ |
| 1er        | 8                | Alex             | Dompteur de feu                |
| 2e         | 5                | Caroline Costa   | Chant                          |
| 3e         | 7                | Théo             | Danse                          |
| 4e         | 1                | Dominic Lacasse  | Artiste de cirque              |
| 5e         | 2                | Anthony Joubert  | Humoriste                      |
| 6e         | 11               | Les Twins        | Danseurs                       |
| 7e         | 3                | Les Rythmakers   | Danseurs                       |
| 8e         | 9                | Liu Xin          | Contorsionniste                |
| 9e         | 6                | Jean et Lucienne | Danse de couple                |
| 10e        | 4                | Bob la Cuillère  | Percussions avec des cuillères |
| 11e        | 10               | Los Diorios      | Moto acrobatique               |

## Audimat

### Incroyable talent
| Épisode | Jour et horaire de diffusion                              | Téléspectateurs en million(s) | Parts de marché (sur les 4 ans et plus) |
| ------- | --------------------------------------------------------- | ----------------------------- | --------------------------------------- |
| 1       | Mercredi 2 octobre 2008 (auditions jour 1) (20:45-22:30)  | 3 090 000                     | 11,4 %                                  |
| 2       | Mercredi 9 octobre 2008 (auditions jour 2) (20:40-22:30)  | 3 500 000                     | 14,3 %                                  |
| 3       | Mercredi 16 octobre 2008 (auditions jour 3) (20:45-22:30) | 4 200 000                     | 15,6 %                                  |
| 4       | Mercredi 23 octobre 2008 (auditions jour 4) (20:40-22:30) | 3 360 000                     | 13,7 %                                  |
| 5       | Mercredi 30 octobre 2008 (1e demi-finale) (20:40-23:10)   | 3 770 000                     | 15.1 %                                  |
| 6       | Mercredi 6 novembre 2008 (2e demi-finale) (20:40-23:15)   | 3 210 000                     | 13.2 %                                  |
| 7       | Mercredi 13 novembre 2008 (finale) (20:40-23:00)          | 4 250 000                     | 18.9 %                                  |

Légende :
En fond vert = Les plus hauts chiffres d'audiences
En fond rouge = Les plus bas chiffres d'audiences